# (39) Laetitia
(39) Laetitia ist ein Asteroid des mittleren Hauptgürtels, der am 8. Februar 1856 vom französischen Astronomen Jean Chacornac am Pariser Observatorium bei einer Helligkeit von 8,9 mag entdeckt wurde.
Der Asteroid wurde benannt nach Laetitia, der nachrangigen römischen Göttin der Fröhlichkeit. Die Benennung erfolgte durch den französischen Astronomen Urbain Le Verrier.

## Wissenschaftliche Auswertung
Mit Daten radiometrischer Beobachtungen im Infraroten von 1974 am Cerro Tololo Inter-American Observatory in Chile wurden für (39) Laetitia erstmals stark voneinander abweichende Werte für den Durchmesser und die Albedo von 158 oder 203 km bzw. 0,10 oder 0,17 bestimmt. Aus Ergebnissen der IRAS Minor Planet Survey (IMPS) wurden 1992 Angaben zu Durchmesser und Albedo für zahlreiche Asteroiden abgeleitet, darunter auch (39) Laetitia, für die damals Werte von 149,5 km bzw. 0,29 erhalten wurden. Mit hochaufgelösten Aufnahmen mit dem Adaptive Optics (AO)-System am Teleskop II des Keck-Observatoriums auf Hawaiʻi im Infraroten vom 17. Juli 2005 und 29. November 2010 konnte ein äquivalenter Durchmesser von 152 ± 15 km abgeleitet werden. Eine Auswertung von Beobachtungen durch das Projekt NEOWISE im nahen Infrarot führte 2011 zu vorläufigen Werten für den Durchmesser und die Albedo im sichtbaren Bereich von 163,0 km bzw. 0,25. Nachdem die Werte nach neuen Messungen mit NEOWISE 2012 auf 161,8 km bzw. 0,27 korrigiert worden waren, wurden sie 2014 auf 179,5 km bzw. 0,23 geändert. Mit einer Auswertung von 2 Sternbedeckungen durch den Asteroiden konnte in einer Untersuchung von 2020 ein mittlerer Durchmesser von 159,0 ± 1,0 km bestimmt werden.
Eine Bewertung spektrografischer Daten von Asteroiden des taxonomischen S-Typs wies in einer Untersuchung von 1993 für (39) Laetitia auf das Vorhandensein einer signifikanten kalziumhaltigen Pyroxenkomponente in einer von Olivin dominierten Zusammensetzung hin.
Nachdem bereits 1918 die Veränderlichkeit der Helligkeit von (39) Laetitia festgestellt worden war, erfolgten neue photometrische Beobachtungen am 9. Mai 1949 am McDonald-Observatorium in Texas. Zusammen mit weiteren Beobachtungen am 29. Januar 1952 sowie am 4. und 10. April 1953 erfolgte eine Auswertung, bei der aus den kombinierten Lichtkurven eine Rotationsperiode für den Asteroiden von 5,179 h abgeleitet wurde. Dieses Ergebnis konnte durch eine weitere Messung während drei Nächten vom 18. bis 28. Dezember 1955 mit einem Wert von 5,138 h noch verbessert werden. Wegen der Veränderlichkeit der Lichtkurven wurde vermutet, dass der Äquator des Asteroiden beträchtlich gegen die Ebene der Ekliptik geneigt ist und es wurde eine Berechnung von zwei alternativen Positionen der Rotationsachse versucht. Weitere Beobachtungen erfolgten am 5. März 1958 am gleichen Ort, dabei konnte keine Rotationsperiode abgeleitet werden, im November 1964 in China sowie am 1. August 1968 an der Southern Station der Sternwarte Leiden in Südafrika. Aus den archivierten Lichtkurven und einer eigenen Messung am 22. August 1968 konnte eine Untersuchung der University of Arizona von 1971 eine Rotationsperiode von 5,1382 h bestimmen, während eine Untersuchung von 1975 aus den archivierten Lichtkurven der Jahre 1949 bis 1968 eine Rotationsachse und Achsenverhältnisse einer dreiachsig-ellipsoidischen Gestalt bestimmte.
Neue photometrische Beobachtungen wurden vom Juni 1968 bis Dezember 1974 während neun Gelegenheiten am Kitt-Peak-Nationalobservatorium in Arizona und am Mauna-Kea-Observatorium auf Hawaiʻi durchgeführt. Es konnte eine Position für die Rotationsachse und eine sehr längliche ellipsoidische Form von etwa 255 × 150 × 85 km und eine Rotationsperiode von 5,138 h berechnet werden. Form, Größe und Zusammensetzung des Asteroiden deuteten stark darauf hin, dass es sich um ein großes Kollisionsfragment eines wesentlich massereicheren differenzierten Mutterkörpers handelt. Weitere Messungen erfolgten am 10. Juni 1977 am Kitt-Peak-Nationalobservatorium, am 15. Oktober 1978 am Mount-Lemmon-Observatorium in Arizona und im November 1978 in China. Aus den archivierten Daten von 1952 bis 1978 konnten in einer Untersuchung von 1984 zwei alternative Rotationsachsen und ähnliche Achsenverhältnisse wie zuvor abgeleitet werden.
Bei einer Beobachtung vom 29. bis 31. August 1982 am Observatorio del Teide auf Teneriffa konnte zwar aus der aufgezeichneten Lichtkurve keine direkte Bestimmung einer Rotationsperiode erfolgen, aber die Kurve passte gut zu dem bereits bekannten Wert. Auch eine Lösung für die Rotationsachse und die Achsenverhältnisse eines dreiachsig-ellipsoidischen Gestaltmodells wurden bestimmt, die Beobachtungsdaten schienen dabei auf eine andersfarbige Region in der Nähe eines der beiden Pole hinzuweisen. Eine weitere photometrische Beobachtung gelang am 24. November 1983 am South African Astronomical Observatory (SAAO) in Südafrika. Aus allen diesen Daten berechnete auch eine Untersuchung von 1986 zwei alternative Lösungen für die Position der Rotationsachse für prograde Rotation, sowie eine Periode von 5,1382 h.

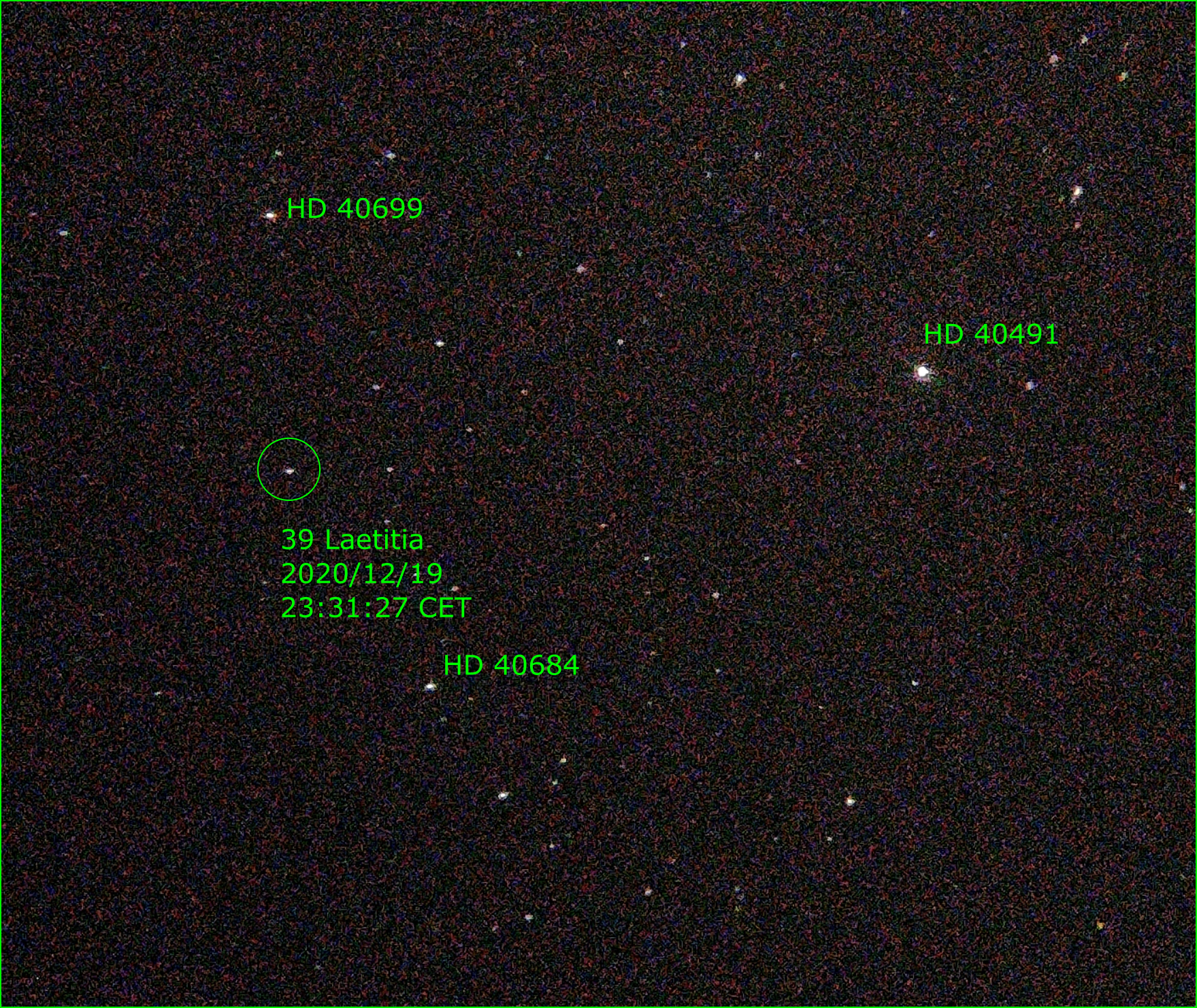
Aufnahme von (39) Laetitia am 19. Dezember 2020

Eine Forschergruppe an der University of Arizona und am Planetary Science Institute in Tucson führte in den 1980er Jahren ein Programm zur „Photometrischen Geodäsie“ einer Anzahl von schnell rotierenden Asteroiden des Hauptgürtels durch, darunter auch (39) Laetitia. Bei Beobachtungen am Kitt-Peak-Nationalobservatorium bei fünf Gelegenheiten zwischen Mai 1982 und Juni 1986 konnten zahlreiche Lichtkurven erfasst werden. Die Auswertung in einer Untersuchung von 1988 errechnete daraus eine eindeutige Position für die Rotationsachse mit prograder Rotation und einer Periode von 5,1382 h sowie die Achsenverhältnisse eines ellipsoidischen Gestaltmodells. Neue Beobachtungen im Juni 1987, August 1987 (diese am Mount-Lemmon-Observatorium) sowie Dezember 1988 lieferten zusätzliche Lichtkurven, so dass in einer finalen Auswertung von 1991 die Lage einer Rotationsachse mit prograder Rotation bestimmt und die Werte für die Achsenverhältnisse noch verbessert werden konnten. Für die Rotationsperiode wurde wieder ein Wert von 5,1382 h abgeleitet. Bei dieser Auswertung wurde auch noch eine Beobachtung am 4. Dezember 1983 am Osservatorio Astronomico di Torino in Italien mit einbezogen.
Bei photometrischen Beobachtungen des Asteroiden 1986 mit dem Carlsberg-Meridiankreis am Roque-de-los-Muchachos-Observatorium auf La Palma konnten nur sehr lückenhafte Lichtkurven gewonnen werden, die aber mit einer abgeleiteten Rotationsperiode von 5,138 h die früheren Werte bestätigten. In den 1980er und 1990er Jahren gab es darüber hinaus weitere Untersuchungen, die aus den archivierten Lichtkurven ab 1949 Berechnungen mit unterschiedlichen Methoden zur Bestimmung der Rotationsachse, des Drehsinns, der Rotationsperiode und der Achsenverhältnisse von dreiachsig-ellipsoidischen Gestaltmodellen durchführten. Für die Rotationsachsen wurden dabei jeweils ähnliche Lösungen gefunden, gelegentlich konnte eine Alternative ausgeschlossen werden, der Drehsinn war immer prograd und die Periode lag bei 5,1382 h.
Aus 46 im Uppsala Asteroid Photometric Catalogue (UAPC) archivierten Lichtkurven der Beobachtungsjahre 1949 bis 1988 wurde dann in einer Untersuchung von 2002 erstmals ein dreidimensionales Gestaltmodell mit sehr länglicher Form für den Asteroiden berechnet. Es wurde eine eindeutige Rotationsachse mit prograder Rotation und eine Periode von 5,13824 h gefunden. Von Oktober 2006 bis Februar 2007 erfolgten mehrfach Beobachtungen des Asteroiden am Pulkowo-Observatorium in Russland. Erhebliche zeitliche Schwankungen der Form der Lichtkurve wurden dahingehend beurteilt, dass sie entweder auf seine komplexe Form oder auf seinen binären Charakter (siehe unten) hinweisen könnten. Durch die Auswertung von 19 Beobachtungen einer Sternbedeckung durch den Asteroiden am 21. März 1998 konnte in einer Untersuchung von 2011 das Modell und die Rotationsachse der Untersuchung von 2002 bestätigt werden. Es wurde für den Asteroiden ein mittlerer Durchmesser von 163 ± 12 km bestimmt.
Die Auswertung von 68 vorliegenden Lichtkurven und zusätzlichen Daten der Lowell Photometric Database führte in einer Untersuchung von 2016 zur Erstellung eines neuen dreidimensionalen Gestaltmodells des Asteroiden für eine Position der Rotationsachse mit prograder Rotation. Mit dem neuen Algorithmus All-Data Asteroid Modeling (ADAM) wurde 2017 wieder ein Gestaltmodell erstellt, das alle verfügbaren photometrischen, photographischen und sternbedeckungsbasierten Daten in Verbindung mit hochaufgelösten Infrarot-Aufnahmen des Keck-II-Teleskops auf Hawaiʻi vom Juli 2005, August 2009 und November 2010 (siehe oben) reproduziert. Für die Rotationsachse wurde eine eindeutige und verbesserte Position bestimmt und die Rotationsperiode zu 5,13824 h berechnet. Für die Größe wurde ein volumenäquivalenter Durchmesser von 164 ± 3 km abgeleitet.
Bereits in einer Untersuchung von 2009 war es gelungen, aus archivierten Beobachtungen des Astrometrie-Satelliten Hipparcos für (39) Laetitia zwei Rotationsachsen zu bestimmen. Bei einer erneuten Auswertung von 2019 konnte dann für ein dreiachsig-ellipsoidisches Gestaltmodell eine Rotationsachse mit prograder Rotation und eine Periode von 5,1383 h sowie die Achsenverhältnisse berechnet werden. Zusätzlich wurde die Berechnung aber auch für ein cellinoid-förmiges Gestaltmodell (ähnlich einem flachgedrückten Ei) durchgeführt. Hier wurde jedoch keine sinnvolle Lösung gefunden.
Zwischen 2012 und 2018 wurden mit der All-Sky Automated Survey for Supernovae (ASAS-SN) auch photometrische Daten von 20.000 Asteroiden aufgezeichnet. Auf mehr als 5000 davon konnte erfolgreich die Methode der konvexen Inversion angewendet werden, darunter auch (39) Laetitia, für die in einer Untersuchung von 2021 ein verbessertes dreidimensionales Gestaltmodell für eine Rotationsachse mit prograder Rotation und einer Periode von 5,13822 h berechnet wurde.
Durch die Auswertung einer nahen Begegnung von (39) Laetitia am 3. Januar 1968 mit dem etwa 15 km großen Asteroiden (2416) Sharonov bis auf einen Abstand von etwa 367.000 km bei einer Relativgeschwindigkeit von 2,0 km/s konnte eine Untersuchung von 2011 die Masse von (39) Laetitia auf 5,63·1018 kg (Unsicherheit ±26 %) bestimmen. Aus der Schüttdichte von 3,19 g/cm³ ergab sich mit einer angenommenen Materialdichte für Asteroiden dieses Typs von 3,56 g/cm³ eine Porosität im Bereich von 10 %. Abschätzungen von Masse und Dichte für den Asteroiden (39) Laetitia aufgrund von gravitativen Beeinflussungen auf Testkörper ergaben dann in einer Untersuchung von 2012 eine Masse von etwa 4,72·1018 kg, was mit einem angenommenen Durchmesser von etwa 154 km zu einer Dichte von 2,47 g/cm³ führte bei einer Porosität von 25 %. Diese Werte besitzen eine Unsicherheit im Bereich von ±25 %. Eine weitere Untersuchung von 2017 bestimmte die Masse von (39) Laetitia mit zwei Methoden zu etwa 8,55·1018 kg.

## Möglicher Doppelasteroid?
In einer Untersuchung von 1985 wurde versucht, mit einer archivierten Lichtkurve von 1972 eine mögliche Binärität von (39) Laetitia nachzuweisen. Es hätte sich dann möglicherweise um zwei Körper von 144 × 132 × 120 km und 118 × 72 × 68 km handeln können, die sich im Abstand von 168 km umkreisen. Wegen der dann notwendigen untypisch hohen Materialdichte wurde aber ein einfaches dreiachsig-ellisoidisches Modell als plausibler angesehen. Der Asteroid wurde daraufhin im Jahr 2000 vom digitalen Fernsehkomplex des Krim-Observatoriums in drei Spektralbändern gleichzeitig beobachtet. Die absolute Helligkeit zeigte dabei die bekannte Rotationsperiode 5,1382 h, während die Farbindizes B−V (blau zu visuell) und V−R (visuell zu rot) diese Periode nicht zeigten, sondern stattdessen Perioden von 5,69 und 4,25 h. Es wurde daher darauf geschlossen, dass es sich bei (39) Laetitia um einen Doppelasteroiden handelt, und diese Perioden die jeweiligen Rotationsperioden einer runden und einer länglichen Komponente darstellen.